# Can Maxim Mutaf
Can Maxim Mutaf (Maltepe, Estambul, 9 de enero de 1991) es un baloncestista turco que pertenece a la plantilla del Bahçeşehir Koleji S.K. de la BSL, la primera categoría del baloncesto turco. Con 1,93 metros de estatura, juega en la posición de escolta.

## Trayectoria deportiva

### Profesional
Comenzó a jugar en las categorías inferiores del Fenerbahçe Ülkerspor, debutando con el primer equipo en la temporada 2006-07, ganando la Liga de Turquía por primera vez esa temporada, en la que incluso dispuso de minutos en la final ante el Efes Pilsen. Promedió 2,0 puntos y 0,6 rebotes por partido.
En 2011 se marchó cedido al Mersin BB. Allí jugó una temporada en la que promedió 7,2 puntos y 2,3 rebotes por partido. Al año siguiente es nuevamente cedido, en esta ocasión al Pınar Karşıyaka, donde juega una temporada también, promediando 6,0 puntos y 2,5 rebotes por partido.
Regresó posteriormente al Fenerbahçe Ülkerspor, pero antes del comienzo de la pretemporada manifestó al club su deseo de abandonarlo. Una semana más tarde firmó por tres temporadas con el Trabzonspor B.K., pero solo cumplió la primera de ellas, en la que promedió 6,6 puntos y 1,9 rebotes por partido.
En julio de 2014 firmó por dos temporadas por el Bandırma Banvit, perdiéndose gran parte de la segunda temporada por lesión, en la que apenas pudo jugar 10 partidos, promediando 6,5 puntos.
Comenzó la temporada 2016-17 con el Banvit, pero en el mes de diciembre fue traspasado al Anadolu Efes S.K. a cambio de Furkan Korkmaz.
En la temporada 2021-22, firma por el Darüşşafaka S.K. de la BSL, la primera categoría del baloncesto turco.
En la temporada 2022-23, firma por el Büyükçekmece Basketbol de la BSL..
El 13 de julio de 2023 firmó un contrato de un año con Bahçeşehir Koleji, tambbién de la BSL.

### Selección nacional
Forma parte de la selección de Turquía desde la categoría sub-16, disputando campeonatos de Europa en las distintas categorías entre 2007 y 2011. Ganó la medalla de bronce en el Europeo de 2009 con la selección sub-18, torneo en el que promedió 12,2 puntos por partido.